# Byrsonima huberi
Byrsonima huberi är en tvåhjärtbladig växtart som beskrevs av W. R. Anderson. Byrsonima huberi ingår i släktet Byrsonima och familjen Malpighiaceae. Inga underarter finns listade i Catalogue of Life.